# Herdi Prenga
Herdi Prenga (Zara, 31 agosto 1994) è un calciatore croato naturalizzato albanese, difensore dell'RFS Riga.

## Biografia
Nato e cresciuto a Zara in Croazia, ma è di origini albanesi. Anche suo padre Besnik è stato un calciatore.

## Carriera

### Club
Dopo aver militato nelle giovanili della Dinamo Zagabria, viene mandato in prestito al Sesvete ritornando dopo una stagione alla Dinamo.
Il 7 luglio 2017 viene acquistato a titolo definitivo dall'Inter Zaprešić, con cui firma un contratto biennale con scadenza il 30 giugno 2019.
Il 29 gennaio 2021 firma con il Kisvárda in Ungheria, nel corso dell'esperienza ben figura insieme al resto della squadra, che riuscirà a centrare una storica finale di Coppa d'Ungheria e di conseguenza l'accesso alle competizioni europee per la prima volta nella storia del club.
Al termine del campionato 2021-2022 dopo 37 presenze ed una rete passa all'Honvéd assieme al compagno Lazar Ćirković. Mette a segno il suo primo gol il 28 agosto, segnando il gol della bandiera e del definitivo 3-1 nella sconfitta esterna nel derby contro il Ferencváros. Il 5 marzo segna la prima doppietta in carriera rimontando da 1-0 a 3-1 sul Puskás Akadémia regalando un successo alla squadra in un momento difficile. Pur rivelandosi un elemento chiave della difesa non riesce nell'intento di salvare il club dalla retrocessione in seconda divisione, lasciando dopo un solo anno con 30 presenze e 3 reti e firmando con l'RFS Riga.

### Nazionale
Dopo aver fatto la trafila delle nazionali giovanili croate a partire dall'Under-15, il 22 marzo 2015 viene convocato per la prima volta dalla nazionale albanese Under-21, dopo la sua decisione di scegliere di rappresentare definitivamente l'Albania, per la partita valida per le qualificazioni ad Euro 2017 del 28 marzo 2015 finita 0-2 contro il Liechtenstein Under-21.
Il 17 marzo 2018 riceve la sua prima convocazione dalla nazionale maggiore albanese per la partita amichevole contro la Norvegia del 26 marzo 2018. Il debutto con la nazionale A è poi arrivato successivamente il 7 settembre 2018 nella sfida vinta per 1-0 contro Israele valida per la Nations League, in cui ha rilevato al 71º minuto a Enis Gavazaj.

## Statistiche

### Presenze e reti nei club
Statistiche aggiornate al 3 novembre 2024.
| Stagione                   | Squadra                    | Campionato                 | Campionato | Campionato | Coppe nazionali | Coppe nazionali | Coppe nazionali | Coppe continentali | Coppe continentali | Coppe continentali | Altre coppe | Altre coppe | Altre coppe | Totale | Totale |
| Stagione                   | Squadra                    | Comp                       | Pres       | Reti       | Comp            | Pres            | Reti            | Comp               | Pres               | Reti               | Comp        | Pres        | Reti        | Pres   | Reti   |
| -------------------------- | -------------------------- | -------------------------- | ---------- | ---------- | --------------- | --------------- | --------------- | ------------------ | ------------------ | ------------------ | ----------- | ----------- | ----------- | ------ | ------ |
| 2013-feb. 2014             | Sesvete                    | 2. HNL                     | 17         | 1          | CC              | 0               | 0               | -                  | -                  | -                  | -           | -           | -           | 17     | 1      |
| feb.-giu. 2014             | Lokomotiva Zagabria        | 1. HNL                     | 10         | 0          | CC              | 0               | 0               | -                  | -                  | -                  | -           | -           | -           | 10     | 0      |
| 2014-2015                  | Lokomotiva Zagabria        | 1. HNL                     | 28         | 1          | CC              | 4               | 0               | -                  | -                  | -                  | -           | -           | -           | 32     | 1      |
| 2015-2016                  | Lokomotiva Zagabria        | 1. HNL                     | 26         | 1          | CC              | 3               | 0               | UEL                | 2                  | 0                  | -           | -           | -           | 31     | 1      |
| 2016-2017                  | Lokomotiva Zagabria        | 1. HNL                     | 2          | 0          | CC              | 0               | 0               | UEL                | 4                  | 2                  | -           | -           | -           | 6      | 2      |
| Totale Lokomotiva Zagabria | Totale Lokomotiva Zagabria | Totale Lokomotiva Zagabria | 66         | 2          |                 | 7               | 0               |                    | 6                  | 2                  |             | -           | -           | 79     | 4      |
| 2017-2018                  | Inter Zaprešić             | 1. HNL                     | 17         | 1          | CC              | 0               | 0               | -                  | -                  | -                  | -           | -           | -           | 17     | 1      |
| 2018-feb. 2019             | Inter Zaprešić             | 1. HNL                     | 13         | 0          | CC              | 2               | 0               | -                  | -                  | -                  | -           | -           | -           | 15     | 0      |
| Totale Inter Zaprešić      | Totale Inter Zaprešić      | Totale Inter Zaprešić      | 30         | 1          |                 | 2               | 0               |                    | -                  | -                  |             | -           | -           | 32     | 1      |
| 2019                       | Riga FC                    | VL                         | 23         | 1          | CL+CdL          | 1+0             | 0               | UCL+UEL            | 2+4                | 0                  | -           | -           | -           | 30     | 1      |
| 2020                       | Riga FC                    | VL                         | 17         | 4          | CL+CdL          | 1+0             | 0               | UCL+UEL            | 1+2                | 0                  | -           | -           | -           | 21     | 4      |
| Totale Riga FC             | Totale Riga FC             | Totale Riga FC             | 40         | 5          |                 | 2               | 0               |                    | 9                  | 0                  |             | -           | -           | 51     | 5      |
| gen.-giu. 2021             | Kisvárda                   | NB1                        | 10         | 0          | MK              | 1               | 0               | -                  | -                  | -                  | -           | -           | -           | 11     | 0      |
| 2021-2022                  | Kisvárda                   | NB1                        | 27         | 1          | MK              | 1               | 0               | -                  | -                  | -                  | -           | -           | -           | 28     | 1      |
| Totale Kisvárda            | Totale Kisvárda            | Totale Kisvárda            | 37         | 1          |                 | 2               | 0               |                    | -                  | -                  |             | -           | -           | 39     | 1      |
| 2022-2023                  | Honvéd                     | NB1                        | 30         | 3          | MK              | 3               | 0               | -                  | -                  | -                  | -           | -           | -           | 33     | 3      |
| 2023                       | RFS Riga                   | VL                         | 13         | 1          | CL+CdL          | 3+0             | 0               | UECL               | 4                  | 0                  | -           | -           | -           | 20     | 1      |
| 2024                       | RFS Riga                   | VL                         | 26         | 4          | CL+CdL          | 2+0             | 0               | UCL+UEL            | 3+7                | 0                  | SL          | 1           | 0           | 39     | 4      |
| Totale RFS Riga            | Totale RFS Riga            | Totale RFS Riga            | 39         | 5          |                 | 5               | 0               |                    | 14                 | 0                  |             | 1           | 0           | 59     | 5      |
| Totale carriera            | Totale carriera            | Totale carriera            | 259        | 18         |                 | 21              | 0               |                    | 29                 | 2                  |             | 1           | 0           | 310    | 20     |

### Cronologia presenze e reti in nazionale
| Cronologia completa delle presenze e delle reti in nazionale ― Albania | Cronologia completa delle presenze e delle reti in nazionale ― Albania | Cronologia completa delle presenze e delle reti in nazionale ― Albania | Cronologia completa delle presenze e delle reti in nazionale ― Albania | Cronologia completa delle presenze e delle reti in nazionale ― Albania | Cronologia completa delle presenze e delle reti in nazionale ― Albania | Cronologia completa delle presenze e delle reti in nazionale ― Albania | Cronologia completa delle presenze e delle reti in nazionale ― Albania |
| Data                                                                   | Città                                                                  | In casa                                                                | Risultato                                                              | Ospiti                                                                 | Competizione                                                           | Reti                                                                   | Note                                                                   |
| ---------------------------------------------------------------------- | ---------------------------------------------------------------------- | ---------------------------------------------------------------------- | ---------------------------------------------------------------------- | ---------------------------------------------------------------------- | ---------------------------------------------------------------------- | ---------------------------------------------------------------------- | ---------------------------------------------------------------------- |
| 7-9-2018                                                               | Elbasan                                                                | Albania                                                                | 1 – 0                                                                  | Israele                                                                | UEFA Nations League 2018-2019 - 1º turno                               | -                                                                      | 71’                                                                    |
| 10-9-2018                                                              | Glasgow                                                                | Scozia                                                                 | 2 – 0                                                                  | Albania                                                                | UEFA Nations League 2018-2019 - 1º turno                               | -                                                                      | 46’ 80’                                                                |
| Totale                                                                 |                                                                        | Presenze                                                               | 2                                                                      |                                                                        | Reti                                                                   | 0                                                                      |                                                                        |

| Cronologia completa delle presenze e delle reti in nazionale ― Albania under 21 | Cronologia completa delle presenze e delle reti in nazionale ― Albania under 21 | Cronologia completa delle presenze e delle reti in nazionale ― Albania under 21 | Cronologia completa delle presenze e delle reti in nazionale ― Albania under 21 | Cronologia completa delle presenze e delle reti in nazionale ― Albania under 21 | Cronologia completa delle presenze e delle reti in nazionale ― Albania under 21 | Cronologia completa delle presenze e delle reti in nazionale ― Albania under 21 | Cronologia completa delle presenze e delle reti in nazionale ― Albania under 21 |
| Data                                                                            | Città                                                                           | In casa                                                                         | Risultato                                                                       | Ospiti                                                                          | Competizione                                                                    | Reti                                                                            | Note                                                                            |
| ------------------------------------------------------------------------------- | ------------------------------------------------------------------------------- | ------------------------------------------------------------------------------- | ------------------------------------------------------------------------------- | ------------------------------------------------------------------------------- | ------------------------------------------------------------------------------- | ------------------------------------------------------------------------------- | ------------------------------------------------------------------------------- |
| 16-6-2015                                                                       | Sollentuna                                                                      | Svezia under 21                                                                 | 4 – 1                                                                           | Albania under 21                                                                | Amichevole                                                                      | -                                                                               | 46’                                                                             |
| 3-9-2015                                                                        | Tirana                                                                          | Albania under 21                                                                | 1 – 1                                                                           | Israele under 21                                                                | Qual. Europeo Under-21 2017                                                     | -                                                                               |                                                                                 |
| 8-9-2015                                                                        | Tirana                                                                          | Albania under 21                                                                | 1 – 6                                                                           | Portogallo under 21                                                             | Qual. Europeo Under-21 2017                                                     | -                                                                               | 19’                                                                             |
| 13-10-2015                                                                      | Felcsút                                                                         | Ungheria under 21                                                               | 2 – 2                                                                           | Albania under 21                                                                | Qual. Europeo Under-21 2017                                                     | -                                                                               |                                                                                 |
| 12-11-2015                                                                      | Arouca                                                                          | Portogallo under 21                                                             | 4 – 0                                                                           | Albania under 21                                                                | Qual. Europeo Under-21 2017                                                     | -                                                                               | 49’                                                                             |
| 16-11-2015                                                                      | Tirana                                                                          | Albania under 21                                                                | 2 – 0                                                                           | Liechtenstein under 21                                                          | Qual. Europeo Under-21 2017                                                     | -                                                                               |                                                                                 |
| 24-3-2016                                                                       | Elbasan                                                                         | Albania under 21                                                                | 0 – 0                                                                           | Grecia under 21                                                                 | Qual. Europeo Under-21 2017                                                     | -                                                                               |                                                                                 |
| 28-3-2016                                                                       | Elbasan                                                                         | Albania under 21                                                                | 2 – 1                                                                           | Ungheria under 21                                                               | Qual. Europeo Under-21 2017                                                     | 1                                                                               |                                                                                 |
| 20-5-2016                                                                       | Zell am See                                                                     | Rep. Ceca under 21                                                              | 1 – 1                                                                           | Albania under 21                                                                | Amichevole                                                                      | -                                                                               |                                                                                 |
| 23-5-2016                                                                       | Mittersill                                                                      | Rep. Ceca under 21                                                              | 1 – 1                                                                           | Albania under 21                                                                | Amichevole                                                                      | -                                                                               | 72’ 75’                                                                         |
| 2-9-2016                                                                        | Atene                                                                           | Grecia under 21                                                                 | 2 – 1                                                                           | Albania under 21                                                                | Qual. Europeo Under-21 2017                                                     | -                                                                               | 90+5’                                                                           |
| Totale                                                                          |                                                                                 | Presenze                                                                        | 11                                                                              |                                                                                 | Reti                                                                            | 1                                                                               |                                                                                 |

## Palmarès

### Club

#### Competizioni nazionali
- Campionato lettone: 4

Riga FC: 2019, 2020
RFS Riga: 2023, 2024
- Coppa di Lettonia: 1

RFS Riga: 2024